# Вяземский, Борис Леонидович
Князь Бори́с Леони́дович Вя́земский (26 сентября [8 октября] 1883 — 24 августа [6 сентября] 1917, станция Грязи) — русский историк и фенолог из рода Вяземских, усманский уездный предводитель дворянства, последний владелец усадеб «Лотарево» и «Осиновая Роща».

## Биография
Старший сын генерала князя Леонида Дмитриевича Вяземского (1848—1909) и Марии Владимировны, урождённой графини Левашовой (1859—1938), наследницы мызы «Осиновая Роща».
В 1902 году окончил Санкт-Петербургскую 3-ю гимназию , а затем — юридический факультет Санкт-Петербургского университета. Поступил на военную службу корнетом лейб-гвардии Конного полка. Князь Вяземский вышел в отставку и служил в Сенате. С 22 января 1910 года был назначен на должность личного секретаря председателя Совета министров П. А. Столыпина (до 1911 года). В 1910 году сопровождал его в поездке по Сибири. Вышел в отставку 19 марта 1912 года.
В 1912 году был избран усманским уездным предводителем дворянства, а 14 ноября того же года получил звание камер-юнкера. С 15 декабря 1915 года состоял членом совета Министерства внутренних дел, а 26 мая 1916 года был произведен в коллежские асессоры. Почётный мировой судья Усманского уезда. Гласный Тамбовского губернского земского собрания, на чрезвычайном заседании собрания 1 июня 1917 года был его председателем. В марте 1917 года вступил в партию кадетов.
В своём поместье Лотарево князь Вяземский активно занимался благотворительной и просветительской работой. В 1911 году построил железобетонный мост через реку Байгору, в 1914 — электростанцию, в 1915 — новую школу в Коробовке.

## Убийство
Князь Борис Вяземский был убит солдатами 24 августа (6 сентября) 1917 года на станции Грязи после того, как по его приказу с целью предотвращения новых разгромов поместья был разобран мост на плотине с водоспуском через реку Байгору. Однако эта попытка спасения не имела успеха. Вяземский был арестован и вскоре погиб. Газета «Тамбовский земский вестник» сообщала 26 августа 1917 года в заметке «Разгром Лотаревского имения и убийство кн. Б. Л. Вяземского»: «…Ночью под 25 августа были получены телеграммы от Усманского уездного комиссара М. Д. Русанова и Председателя Усманской земской управы М. М. Охотникова. В этих телеграммах сообщалось, что арестовавшая кн. Б. Л. Вяземского толпа поставила условием освобождения его из-под ареста немедленное отправление на фронт. Князь согласился на это условие и под конвоем был отправлен толпой на станцию Грязи для дальнейшего следования в действующую армию. В это время через Грязи шел поезд с войсковым эшелоном. Эшелон задержался в Грязях и, узнав о происшествии с кн. Вяземским, начал тут же издеваться над ним и после жестокого истязания князь был убит озверевшей толпой. Далее в телеграммах сообщалось, что богатейшее, одно из культурнейших имений в России — Лотаревское имение кн. Вяземского разгромлено совершенно.» В ходе последовавшего расследования было установлено, что «толпа солдат, оттеснив патруль, ворвалась в комнату, где находился Вяземский, вывела его оттуда и стала бить его. Затем Вяземский был выброшен через перила на перрон, где избиение продолжалось и где впоследствии он был найден мертвым». О нападении на имение Вяземского и об убийстве князя Б. Л. Вяземского было сообщено в заседании Тамбовского губернского крестьянского съезда (25.08.1917). Представитель Усманского уезда Соломоха сделал доклад, в котором говорилось: «Уже в 10 час. вечера со станции Грязи было получено сообщение, что князь убит … Когда мы туда прибыли, вместо князя в товарном вагоне лежал кусок князя без головы … Труп был до того обезображен, что княгиня даже не узнала его». По обмене мнениями, съездом единогласно принята следующая резолюция: «Губернский крестьянский съезд … выражает своё глубокое возмущение по случаю случившегося несчастья, которое, с одной стороны, является следствием темноты русского крестьянина и солдата, а с другой, следствием тех ненормальных условий, в которых находится русский крестьянин». В 1917 году погромы и грабежи имений (в том числе их захваты), убийства без разбору всех подряд совершались крестьянами в огромном количестве по всей стране. Революционная милиция была не в силах противостоять этому разгулу насилия. Если в марте крестьянскими беспорядками было охвачено только 34 уезда, то в апреле ими уже охвачено 174, в мае — 236, в июне — 280, в июле — 325 уездов. Начиная от правительственных циркуляров, требовавших категорического предания суду виновников какого бы то ни было нарушения прав помещика, кончая карательными отрядами, – всё было безуспешно, не позволяло подавить движение крестьян, охватившее всю страну.
Похоронили князя в Левашевском склепе Александро-Невской лавры.
Великая княгиня Ксения Александровна писала графу С. Д. Шереметеву: «…Какое горе и какой ужас — убийство бедного Бориса Вяземского. Бедная Лили, сердце обливается кровью при мысли о ней». Князь С. М. Волконский (1860—1937) писал: «Но что же говорить о крестьянском населении, когда сами передовые за классовой, сословной злобой не видят человека. Ведь страшно выговорить, но это факт: в Тамбовском земском собрании несколько лиц покинуло зал, чтобы не присутствовать на панихиде по замученном, растерзанном Вяземском! Человек, которым должна была бы гордиться новая Россия! Но он был помещик, он был князь, и за ядовитым газом этих слов уже не хотят видеть человека». Позднее М. Цветаева отмечала: «Мои два спутника уехали в бывшее имение кн. Вяземского: пруды, сады… (Знаменитая, по зверскости, расправа).»

## Деятельность
Одним из увлечений князя Вяземского были фенологические и орнитологические опыты. Он много лет наблюдал за явлениями природы, чтобы потом на их основе составить местный фенологический календарь, проводил в имении Лотарёво ботанические опыты, а также обогащал дендрологические коллекции редкими древесно-кустарниковыми породами, совершенствовал деятельность конного завода, развивал породистое животноводство и птицеводство. Князь Б. Л. Вяземский собрал в своем имении очень ценную библиотеку, содержавшую уникальные книги по орнитологии и ботанике.
Другим увлечением князя было изучение истории России. В 1905—1906 годах его исследование «Верховный тайный совет» было удостоено золотой медали Петербургского университета. В 1909 году оно вышло отдельной книгой.
В 1997 году в журнале «Наше наследие» была опубликована лотаревская «Книга судеб» — дневник князя Вяземского, воспоминания его близких и следственное дело о его гибели. Материалы были подготовлены к печати его племянником Г. И. Васильчиковым (1919—2008).

## Брак
В 1912 году князь Борис Вяземский женился на графине Елизавете Дмитриевне Шереметевой (Лили) (1893—1974), дочери графа Дмитрия Сергеевича Шереметева (1869—1943) и Ирины Илларионовны (1872—1959), дочери графа Иллариона Ивановича Воронцова-Дашкова. Детей в браке не было.
В 1921 году княгиня Елизавета Дмитриевна Вяземская вступила в повторный брак с графом Сергеем Александровичем Чернышёвым-Безобразовым (1894—1972), сыном А. Ф. Безобразова.
Французская актриса, его внучатая племянница, Анна Вяземски (1947-2017) написала роман «Горстка людей» (Большая премия Французской академии за роман, Премия Ренодо, выбор лицеистов), основанный якобы на дневнике прадеда автора — вымышленного князя Владимира Белогородского, который тот вёл перед тем, как был убит в августе 1917 года. История Белогородского отчасти совпадает с биографией князя Бориса Вяземского.

## Награды
- Орден Святой Анны II степени (1 января 1915 года)[15]
- Бухарский орден Золотой Звезды III степени (1912 год, Бухарский эмират)[15]